# Словацко-Моравские Карпаты

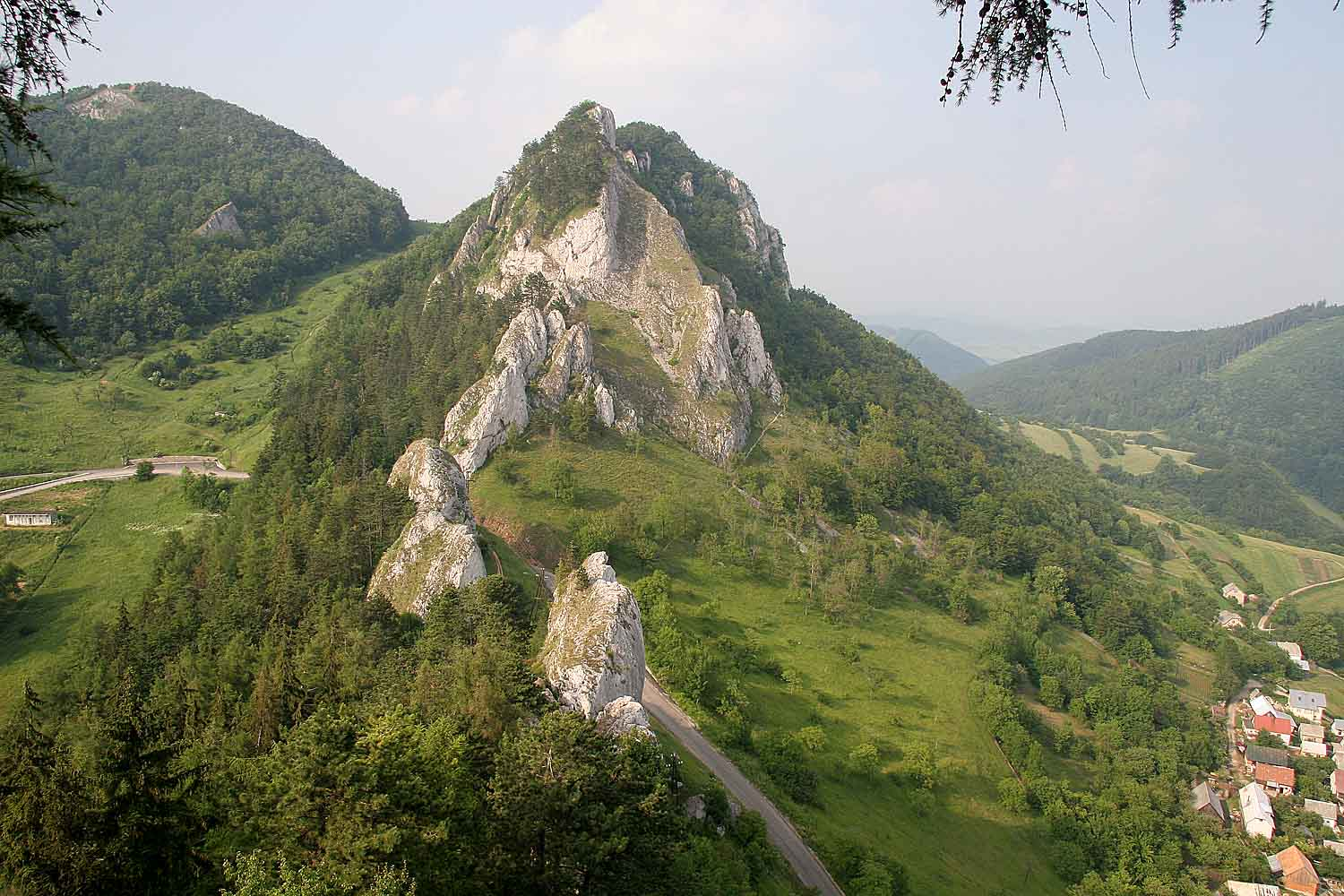

Словацко-Моравские Карпаты (чеш.  и словац. Slovensko-moravské Karpaty) — горный регион вдоль границы Словакии и Чехии.
В геологическом плане этот регион является частью группы Внешних Западных Карпат (Западные Карпаты), и состоят в основном из флишевых осадочных горных пород.
Словацко-Моравские Карпаты подразделяются на:
- Белые Карпаты (чеш. Bílé Karpaty, словац. Biele Karpaty), которые включают в себя заповедные области в пределах Словакии и Чехии;
- Яворники (чеш. Javorníky, словац. Javorníky; кленовые горы), включающие две самые высокие точки горного региона Большой Яворник (1071 м) и Малый Яворник (1021 м);
- Миявские холмы (словац. Myjavská pahorkatina) — высокогорье вдоль реки Миява;
- Поважское подолье (словац. Považské podolie) — высокогорье вдоль реки Ваг;
- Визовицкая возвышенность (чеш. Vizovická vrchovina) — нагорье в пределах Злинского края.